# Belgische volleybalploeg (mannen)
Het Belgisch nationaal volleybalteam, ook bekend als de Red Dragons, is een team van volleyballers dat België vertegenwoordigt in internationale wedstrijden. Deze ploeg staat onder supervisie van Volley Belgium.

## Geschiedenis
In juni 2013 werd onder impuls van Stijn Dejonckheere en Héléne Rousseaux onder de Belgische volleyballers een brainstorm georganiseerd rond een roep-/bijnaam voor zowel het nationale mannen- als vrouwenteam. Voor de mannen werd het 'Red Dragons' en bij de vrouwen 'Yellow Tigers'. In de sportberichtgeving over hun prestaties werden deze bijnamen al snel gemeengoed.
Op de eerste Europese Spelen (2015 in het Azerbeidzjaanse Bakoe) traden de "jonge Red Dragons" aan als nationaal team onder leiding van Kris Tanghe. De "echte" Red Dragons namens immers gelijktijdig deel aan de World League. Het Belgisch team was gekwalificeerd voor deze Europese Spelen op basis van hun klassement op de CEV-ranglijst. Ze traden aan in groep B, alwaar de nationale equipe als vijfde eindigde met drie punten. Er werd verloren van Bulgarije (3-2), Rusland (3-0), Slovakije (3-1) en Duitsland (3-0). Winst was er tegen Italië (3-2). In de World League was België ingedeeld in Poule E van Groep 2 met Finland, Portugal en Nederland. De Red Dragons werden groepswinnaar - ze wonnen tien van de twaalf wedstrijden - en wisten zich alzo te plaatsen voor de final four van Groep 2. Daarin bleken evenwel eerst Bulgarije (3-1) en vervolgens Argentinië (2-3) te sterk.
In de European Golden League van 2022 werd de nationale ploeg ingedeeld in een groep met Letland, Tsjechië en Estland. België eindigde als derde, waarbij het twee van de zes wedstrijden won. In de heenronde werd gewonnen van Letland (3-0) en verloren van Tsjechië (3-0) en Estland (3-1). In de terugronde werd wederom gewonnen van Letland (3-0) en verloren van Tsjechië (3-1) en Estland (3-0). Voor de kwalificatie van het EK van 2023 - de eerste onder leiding van bondscoach Emanuele Zanini - werden de Belgische mannen ingedeeld in een groep met Isräel, Faeröer en Estland. Na de ontlastingen van Oekraïne als gastland (omwille van het militaire conflict met Rusland) kreeg Israël van de CEV de status van gastland toegewezen (naast Italië, Noord-Macedonië en Bulgarije). Hierdoor vielen de confrontaties met Israël weg in de kwalificatiegroep. De vier resterende confrontaties met de Faeröer (tweemaal 3-0) en Estland (3-2 en 3-0) werden gewonnen.
In de European Golden League van 2023 werd België in de poulefase ingedeeld met Kroatië, Noord-Macedonië en Oekraïne. De Red Dragons werden tweede in hun groep, waarin ze tweemaal wonnen en viermaal verloren. In de heenronde werd gewonnen van Kroatië (3-1) en verloren van Noord-Macedonië (3-2) en Oekraïne (3-0). In de terugronde werd er gewonnen van Noord-Macedonië (3-0) en verloren van Oekraïne (3-0) en Kroatië (3-1). Hierna volgend nog een voorbereidingswedstrijd op het EK tegen Nederland die met 3-1 werd gewonnen. Op het EK zelf werd België ingedeeld in Groep A, die haar groepsfase afwerkte in Italië. België eindigde vierde in zijn poule met twee zeges. Er werd verloren van Italië (3-0), Servië (3-1) en Duitsland (3-2) en gewonnen tegen Estland (3-1) en Zwitserland (3-0). Hierdoor kon de nationale equipe zich plaatsen voor de 1/8e-finale, waarin Polen (3-1) evenwel te sterk bleek.
Voor de kwalificatie (een toernooi dat zal plaatsvinden in het Chinese Xi'an) voor de Olympische Zomerspelen van 2024 te Parijs werd de nationale ploeg ingedeeld in een groep met Polen, Argentinië, Nederland, Canada en Mexico.

## Olympische Spelen
| Jaar | Plaats              | WG                  | W                   | V                   | SV                  | ST                  |
| ---- | ------------------- | ------------------- | ------------------- | ------------------- | ------------------- | ------------------- |
| 1964 | Niet gekwalificeerd | Niet gekwalificeerd | Niet gekwalificeerd | Niet gekwalificeerd | Niet gekwalificeerd | Niet gekwalificeerd |
| 1968 | 8                   | 9                   | 2                   | 7                   | 6                   | 24                  |
| 1972 | Niet gekwalificeerd | Niet gekwalificeerd | Niet gekwalificeerd | Niet gekwalificeerd | Niet gekwalificeerd | Niet gekwalificeerd |
| 1976 | Niet gekwalificeerd | Niet gekwalificeerd | Niet gekwalificeerd | Niet gekwalificeerd | Niet gekwalificeerd | Niet gekwalificeerd |
| 1980 | Niet gekwalificeerd | Niet gekwalificeerd | Niet gekwalificeerd | Niet gekwalificeerd | Niet gekwalificeerd | Niet gekwalificeerd |
| 1984 | Niet gekwalificeerd | Niet gekwalificeerd | Niet gekwalificeerd | Niet gekwalificeerd | Niet gekwalificeerd | Niet gekwalificeerd |
| 1988 | Niet gekwalificeerd | Niet gekwalificeerd | Niet gekwalificeerd | Niet gekwalificeerd | Niet gekwalificeerd | Niet gekwalificeerd |
| 1992 | Niet gekwalificeerd | Niet gekwalificeerd | Niet gekwalificeerd | Niet gekwalificeerd | Niet gekwalificeerd | Niet gekwalificeerd |

| Jaar   | Plaats              | WG                  | W                   | V                   | SV                  | ST                  |
| ------ | ------------------- | ------------------- | ------------------- | ------------------- | ------------------- | ------------------- |
| 1996   | Niet gekwalificeerd | Niet gekwalificeerd | Niet gekwalificeerd | Niet gekwalificeerd | Niet gekwalificeerd | Niet gekwalificeerd |
| 2000   | Niet gekwalificeerd | Niet gekwalificeerd | Niet gekwalificeerd | Niet gekwalificeerd | Niet gekwalificeerd | Niet gekwalificeerd |
| 2004   | Niet gekwalificeerd | Niet gekwalificeerd | Niet gekwalificeerd | Niet gekwalificeerd | Niet gekwalificeerd | Niet gekwalificeerd |
| 2008   | Niet gekwalificeerd | Niet gekwalificeerd | Niet gekwalificeerd | Niet gekwalificeerd | Niet gekwalificeerd | Niet gekwalificeerd |
| 2012   | Niet gekwalificeerd | Niet gekwalificeerd | Niet gekwalificeerd | Niet gekwalificeerd | Niet gekwalificeerd | Niet gekwalificeerd |
| 2016   | Niet gekwalificeerd | Niet gekwalificeerd | Niet gekwalificeerd | Niet gekwalificeerd | Niet gekwalificeerd | Niet gekwalificeerd |
| 2020   | Niet gekwalificeerd | Niet gekwalificeerd | Niet gekwalificeerd | Niet gekwalificeerd | Niet gekwalificeerd | Niet gekwalificeerd |
| Totaal | 1/14                | 9                   | 2                   | 7                   | 6                   | 24                  |

## Wereldkampioenschap
| Jaar | Plaats              | WG                  | W                   | V                   | SV                  | ST                  |
| ---- | ------------------- | ------------------- | ------------------- | ------------------- | ------------------- | ------------------- |
| 1949 | 9                   | 6                   | 1                   | 5                   | 3                   | 15                  |
| 1952 | Niet gekwalificeerd | Niet gekwalificeerd | Niet gekwalificeerd | Niet gekwalificeerd | Niet gekwalificeerd | Niet gekwalificeerd |
| 1956 | 17                  | 10                  | 2                   | 8                   | 12                  | 26                  |
| 1960 | Niet gekwalificeerd | Niet gekwalificeerd | Niet gekwalificeerd | Niet gekwalificeerd | Niet gekwalificeerd | Niet gekwalificeerd |
| 1962 | 20                  | 4                   | 0                   | 4                   | 1                   | 12                  |
| 1966 | 14                  | 10                  | 4                   | 6                   | 15                  | 25                  |
| 1970 | 8                   | 11                  | 4                   | 7                   | 14                  | 25                  |
| 1974 | 11                  | 11                  | 3                   | 8                   | 13                  | 26                  |
| 1978 | 18                  | 10                  | 4                   | 6                   | 13                  | 27                  |
| 1982 | Niet gekwalificeerd | Niet gekwalificeerd | Niet gekwalificeerd | Niet gekwalificeerd | Niet gekwalificeerd | Niet gekwalificeerd |
| 1986 | Niet gekwalificeerd | Niet gekwalificeerd | Niet gekwalificeerd | Niet gekwalificeerd | Niet gekwalificeerd | Niet gekwalificeerd |

| Jaar   | Plaats              | WG                  | W                   | V                   | SV                  | ST                  |
| ------ | ------------------- | ------------------- | ------------------- | ------------------- | ------------------- | ------------------- |
| 1990   | Niet gekwalificeerd | Niet gekwalificeerd | Niet gekwalificeerd | Niet gekwalificeerd | Niet gekwalificeerd | Niet gekwalificeerd |
| 1994   | Niet gekwalificeerd | Niet gekwalificeerd | Niet gekwalificeerd | Niet gekwalificeerd | Niet gekwalificeerd | Niet gekwalificeerd |
| 1998   | Niet gekwalificeerd | Niet gekwalificeerd | Niet gekwalificeerd | Niet gekwalificeerd | Niet gekwalificeerd | Niet gekwalificeerd |
| 2002   | Niet gekwalificeerd | Niet gekwalificeerd | Niet gekwalificeerd | Niet gekwalificeerd | Niet gekwalificeerd | Niet gekwalificeerd |
| 2006   | Niet gekwalificeerd | Niet gekwalificeerd | Niet gekwalificeerd | Niet gekwalificeerd | Niet gekwalificeerd | Niet gekwalificeerd |
| 2010   | Niet gekwalificeerd | Niet gekwalificeerd | Niet gekwalificeerd | Niet gekwalificeerd | Niet gekwalificeerd | Niet gekwalificeerd |
| 2014   | 17                  | 5                   | 1                   | 4                   | 9                   | 12                  |
| 2018   | 7                   | 8                   | 4                   | 4                   | 16                  | 14                  |
| 2022   | Niet gekwalificeerd | Niet gekwalificeerd | Niet gekwalificeerd | Niet gekwalificeerd | Niet gekwalificeerd | Niet gekwalificeerd |
| Totaal | 9/20                | 75                  | 23                  | 52                  | 96                  | 182                 |

## Europees kampioenschap
| Jaar | Plaats              | WG                  | W                   | V                   | SV                  | ST                  |
| ---- | ------------------- | ------------------- | ------------------- | ------------------- | ------------------- | ------------------- |
| 1948 | 5                   | 5                   | 1                   | 4                   | 3                   | 13                  |
| 1950 | Niet gekwalificeerd | Niet gekwalificeerd | Niet gekwalificeerd | Niet gekwalificeerd | Niet gekwalificeerd | Niet gekwalificeerd |
| 1951 | 6                   | 7                   | 1                   | 6                   | 3                   | 18                  |
| 1955 | 12                  | 7                   | 3                   | 4                   | 11                  | 15                  |
| 1958 | 17                  | 7                   | 3                   | 4                   | 13                  | 12                  |
| 1963 | 13                  | 11                  | 4                   | 7                   | 15                  | 21                  |
| 1967 | 12                  | 11                  | 7                   | 4                   | 24                  | 18                  |
| 1971 | 10                  | 6                   | 2                   | 4                   | 7                   | 14                  |
| 1975 | 12                  | 8                   | 0                   | 8                   | 9                   | 24                  |
| 1977 | Niet gekwalificeerd | Niet gekwalificeerd | Niet gekwalificeerd | Niet gekwalificeerd | Niet gekwalificeerd | Niet gekwalificeerd |
| 1979 | 11                  | 8                   | 1                   | 7                   | 10                  | 21                  |
| 1981 | Niet gekwalificeerd | Niet gekwalificeerd | Niet gekwalificeerd | Niet gekwalificeerd | Niet gekwalificeerd | Niet gekwalificeerd |
| 1983 | Niet gekwalificeerd | Niet gekwalificeerd | Niet gekwalificeerd | Niet gekwalificeerd | Niet gekwalificeerd | Niet gekwalificeerd |
| 1985 | Niet gekwalificeerd | Niet gekwalificeerd | Niet gekwalificeerd | Niet gekwalificeerd | Niet gekwalificeerd | Niet gekwalificeerd |
| 1987 | 7                   | 7                   | 3                   | 4                   | 15                  | 12                  |
| 1989 | Niet gekwalificeerd | Niet gekwalificeerd | Niet gekwalificeerd | Niet gekwalificeerd | Niet gekwalificeerd | Niet gekwalificeerd |
| 1991 | Niet gekwalificeerd | Niet gekwalificeerd | Niet gekwalificeerd | Niet gekwalificeerd | Niet gekwalificeerd | Niet gekwalificeerd |

| Jaar   | Plaats              | WG                  | W                   | V                   | SV                  | ST                  |
| ------ | ------------------- | ------------------- | ------------------- | ------------------- | ------------------- | ------------------- |
| 1993   | Niet gekwalificeerd | Niet gekwalificeerd | Niet gekwalificeerd | Niet gekwalificeerd | Niet gekwalificeerd | Niet gekwalificeerd |
| 1995   | Niet gekwalificeerd | Niet gekwalificeerd | Niet gekwalificeerd | Niet gekwalificeerd | Niet gekwalificeerd | Niet gekwalificeerd |
| 1997   | Niet gekwalificeerd | Niet gekwalificeerd | Niet gekwalificeerd | Niet gekwalificeerd | Niet gekwalificeerd | Niet gekwalificeerd |
| 1999   | Niet gekwalificeerd | Niet gekwalificeerd | Niet gekwalificeerd | Niet gekwalificeerd | Niet gekwalificeerd | Niet gekwalificeerd |
| 2001   | Niet gekwalificeerd | Niet gekwalificeerd | Niet gekwalificeerd | Niet gekwalificeerd | Niet gekwalificeerd | Niet gekwalificeerd |
| 2003   | Niet gekwalificeerd | Niet gekwalificeerd | Niet gekwalificeerd | Niet gekwalificeerd | Niet gekwalificeerd | Niet gekwalificeerd |
| 2005   | Niet gekwalificeerd | Niet gekwalificeerd | Niet gekwalificeerd | Niet gekwalificeerd | Niet gekwalificeerd | Niet gekwalificeerd |
| 2007   | 10                  | 8                   | 3                   | 5                   | 11                  | 19                  |
| 2009   | Niet gekwalificeerd | Niet gekwalificeerd | Niet gekwalificeerd | Niet gekwalificeerd | Niet gekwalificeerd | Niet gekwalificeerd |
| 2011   | 13                  | 3                   | 1                   | 2                   | 4                   | 7                   |
| 2013   | 7                   | 4                   | 3                   | 1                   | 10                  | 6                   |
| 2015   | 10                  | 4                   | 2                   | 2                   | 6                   | 7                   |
| 2017   | 4                   | 6                   | 4                   | 2                   | 20                  | 9                   |
| 2019   | 9                   | 6                   | 4                   | 2                   | 14                  | 8                   |
| 2021   | 18                  | 5                   | 1                   | 4                   | 7                   | 12                  |
| Totaal | 17/32               | 113                 | 43                  | 70                  | 176                 | 236                 |

## Selecties

### Huidige selectie
| Nummer | Naam                 | Positie       | Lengte | Geboortedatum    | Club seizoen             |
| ------ | -------------------- | ------------- | ------ | ---------------- | ------------------------ |
| 1      | Bram Van den Dries   | Opposite      | 208 cm | 14 augustus 1989 | Onico Warszawa           |
| 2      | Hendrik Tuerlinckx   | Opposite      | 195 cm | 1 december 1987  | Knack Randstad Roeselare |
| 3      | Sam Deroo (kapitein) | Receptie-Hoek | 203 cm | 29 mei 1992      | Dynamo Moskow            |
| 4      | Stijn D'Hulst        | Spelverdeler  | 187 cm | 24 mei 1991      | Knack Randstad Roeselare |
| 5      | Igor Grobelny        | Receptie-hoek | 194 cm | 8 juni 1993      | Onico Warszawa           |
| 6      | Lowie Stuer          | Libero        | 194 cm | 24 november 1995 | Arago de Sète            |
| 8      | Arno Van De Velde    | Middenman     | 210 cm | 30 december 1995 | Arago de Sète            |
| 9      | Pieter Verhees       | Middenman     | 205 cm | 8 november 1989  | Greenyard Maaseik        |
| 10     | Simon Van de Voorde  | Middenman     | 208 cm | 19 januari 1990  | Lindemans Aalst          |
| 12     | Matthijs Verhanneman | Receptie-hoek | 198 cm | 8 december 1988  | Knack Randstad Roeselare |
| 16     | Matthias Valkiers    | Spelverdeler  | 194 cm | 8 april 1990     | United Volley Frankfurt  |
| 17     | Tomas Rousseaux      | Receptie-hoek | 199 cm | 31 maart 1994    | GKS Katowice             |
| 18     | Seppe Baetens        | Receptie-hoek | 191 cm | 13 februari 1989 | Volley Haasrode Leuven   |
| 20     | Tim Verstraete       | Libero        | 174 cm | 1 februari 1999  | Lindemans Aalst          |

Hoofdcoach: Emanuele Zanini
Assistent-coach: Kris Eyckmans

### Voormalige selecties
1: Pim Bossaerts ·
2: Leo Dierckx ·
3: Hugo Huybrechts ·
4: Roger Maes ·
5: Paul Mestdagh ·
6: Jef Mol ·
7: Berto Poosen ·
8: Benny Saelens ·
9: Bernard Vaillant ·
10: Ronald Vandewal ·
11: Roger Van der Goten · 12: Fernand Walder · Coach: Julien Vleminckx
1: Bram Van den Dries ·
2: Hendrik Tuerlinckx ·
3: Sam Deroo ·
4: Pieter Coolman ·
5: Frank Depestele ·
6: Gertjan Claes ·
7: Kevin Klinkenberg ·
8: Pieter Verhees ·
9: Simon Van de Voorde ·
10: Matthijs Verhanneman ·
11: Gert Van Walle · 12: Bert Derkoningen · 13: Matthias Valkiers · 14: Lowie Stuer · Coach: Dominique Baeyens
1: Bram Van den Dries ·
2: Hendrik Tuerlinckx ·
3: Sam Deroo ·
4: Stijn D'Hulst ·
5: Igor Grobelny ·
6: Lowie Stuer ·
7: François Lecat ·
8: Kevin Klinkenberg ·
9: Pieter Verhees ·
10: Simon Van de Voorde ·
11: Jelle Ribbens · 12: Matthias Valkiers · 13: Tomas Rousseaux · 14: Pieter Coolman · Coach: Andrea Anastasi
1: Gertjan Claes ·
2: Jolan Cox ·
3: Sander Depovere ·
4: Dries Heyrman ·
5: Niels Huysegoms ·
6: Lou Kindt ·
7: Yves Kruyner ·
8: François Lecat ·
9: Florian Malisse ·
10: Jelle Ribbens ·
11: Tomas Rousseaux · 12: Lowie Stuer · 13: Arno Van de Velde · 14: Robbe Vandeweyer · Coach: Kris Tanghe
1: Kristof Hoho ·
2: Arne Poelman ·
3: Jo Van Decraen ·
4: Christof Van Goethem ·
5: Frank Depestele ·
6: Jimmy Prenen ·
7: Manuel Callebert ·
8: Wouter Verhelst ·
9: Matthijs Verhanneman ·
10: Gert Van Walle ·
11: Christophe Van de Plas · 12: Michel Haesevoets · Coach: Claudio Gewehr
1: Bram Van den Dries ·
2: Yves Kruyner ·
3: Sam Deroo ·
4: Pieter Coolman ·
5: Frank Depestele ·
6: Stijn Dejonckheere ·
7: Kevin Klinkenberg ·
8: Gertjan Claes ·
9: Pieter Verhees ·
10: Matthijs Verhanneman ·
11: Gert Van Walle · 12: Matias Raymaekers · Coach: Claudio Gewehr
1: Bram Van den Dries ·
2: Hendrik Tuerlinckx ·
3: Sam Deroo ·
4: Pieter Coolman ·
5: Frank Depestele ·
6: Stijn Dejonckheere ·
7: Gertjan Claes ·
8: Kevin Klinkenberg ·
9: Pieter Verhees ·
10: Simon Van de Voorde ·
11: Matthijs Verhanneman · 12: Gert Van Walle · 13: Tim Verschueren · 14: Bert Derkoningen · Coach: Dominique Baeyens
1: Bram Van den Dries ·
2: Sam Deroo ·
3: Pieter Coolman ·
4: Stijn Dejonckheere ·
5: Kevin Klinkenberg ·
6: Pieter Verhees ·
7: Simon Van de Voorde ·
8: Gert Van Walle ·
9: Dennis Deroey ·
10: Stijn D'Hulst ·
11: Matthias Valkiers · 12: Tomas Rousseaux · 13: Seppe Baetens · 14: Martijn Colson · Coach: Dominique Baeyens
1: Bram Van den Dries ·
2: Sam Deroo ·
3: Ruben Van Hirtum ·
4: Lowie Stuer ·
5: François Lecat ·
6: Kevin Klinkenberg ·
7: Pieter Verhees ·
8: Simon Van de Voorde ·
9: Gert Van Walle ·
10: Jelle Ribbens ·
11: Stijn D'Hulst · 12: Matthias Valkiers · 13: Tomas Rousseaux · 14: Arno Van de Velde · Coach: Vital Heynen
1: Bram Van den Dries ·
2: Hendrik Tuerlinckx ·
3: Sam Deroo ·
4: Stijn D'Hulst ·
5: Igor Grobelny ·
6: Lowie Stuer ·
7: Arno Van de Velde ·
8: Simon Van de Voorde ·
9: Jelle Ribbens ·
10: Lienert Cosemans ·
11: Matthias Valkiers · 12: Tomas Rousseaux · 13: Seppe Baetens · 14: Pieter Coolman · Coach: Brecht Van Kerckhove
1: Bram Van den Dries ·
2: Hendrik Tuerlinckx ·
3: Sam Deroo ·
4: Stijn D'Hulst ·
5: Lennert Van Elsen ·
6: Arno Van de Velde ·
7: Wout D'Heer ·
8: Matthijs Verhanneman ·
9: Elias Thys ·
10: Jelle Ribbens ·
11: Matthias Valkiers · 12: Tomas Rousseaux · 13: Mathijs Desmet · 14: Martin Perin · Coach: Fernando Muñoz
1: Stijn D'Hulst ·
2: Seppe Van Hoyweghen ·
3: Sam Deroo ·
4: Seppe Rotty ·
5: Matthijs Verhanneman ·
6: Mathijs Desmet ·
7: Robbe Van de Velde ·
8: Wout D'Heer ·
9: Elias Thys ·
10: Michiel Fransen ·
11: Jolan Cox · 12: Ferre Reggers · 13: Jelle Ribbens · 14: Martin Perin · Coach: Emanuele Zanini